# Wilhelm von Nassau (Schiff)
Die Wilhelm von Nassau ist ein Binnenfahrgastschiff, das 2004 für den Einsatz auf der Lahn gebaut wurde. 2016/17 wurde der Betrieb eingestellt und das Schiff verkauft. Es wurde zum Wohnboot umgebaut, das in Bad Ems einen festen Liegeplatz hat.

## Geschichte
Der Eigner Thomas Heimann von der Personenschifffahrt Heimann ersetzte mit der Wilhelm von Nassau 2007 sein altes Schiff, die aus dem Jahr 1926 stammende und gleich große Wappen von Weilburg, deren technische Zulassung 2005 abgelaufen war. Von Mai bis September fuhr die Wilhelm von Nassau an den Wochenenden und an Feiertagen im Liniendienst auf der Lahn von Weilburg lahnaufwärts über die Löhnberger Schleuse nach Selters (Taunus). Auf der Rückfahrt der zweistündigen Tour bildete der Weilburger Schifffahrtstunnel den Höhepunkt der Fahrt, die anschließend wieder am Startpunkt endete. 2015 wurde der Schifffahrtstunnel für den Schiffsverkehr gesperrt, auch die Wilhelm von Nassau durfte ihn nicht mehr befahren. Daraufhin gingen die Fahrgastzahlen zurück, der Eigner beendete den Betrieb und verkaufte das Schiff im Jahr 2017. Seit der Betriebseinstellung verkehrt auf der Lahn kein Fahrgastschiff mehr oberhalb von Limburg im Liniendienst.
Die neuen Besitzer beließen das Schiff an der Lahn und behielten auch den Namen Wilhelm von Nassau bei. Sie bauten es zum Wohnboot aus, das in Bad Ems einen festen Liegeplatz hat. Von April bis Oktober wird es vermietet.

## Das Schiff
Das Schiff ist 21,00 Meter lang und 4,95 Meter breit. Der Tiefgang beträgt lediglich 0,30 Meter. Angetrieben wird die Wilhelm von Nassau von einem Vierzylinder-Dieselmotor mit 178 PS, der eine Schraube antreibt. Das Schiff ist mit einem Bugstrahlruder ausgestattet. Als Fahrgastschiff war es für 50 Passagiere zugelassen.